# Rhabdophis himalayanus
Rhabdophis himalayanus  — вид змій родини полозових (Colubridae). 

## Поширення
Вид поширений у  Південній Азії (Північна Індія, Бангладеш, Непал, Бутан, північ  М'янми, Південний Китай).